# Arthur Lieberasch
Arthur Lieberasch (* 2. November 1881 in Döbeln; † 10. Juni 1967 in Leipzig) war ein Kommunist, Gewerkschaftsfunktionär, Abgeordneter des Sächsischen Landtages in der Weimarer Republik und Widerstandskämpfer gegen das NS-Regime.

## Leben
Arthur Lieberasch wurde am 20. Oktober 1881 im sächsischen Döbeln als Sohn eines Zigarrenarbeiters geboren. Nach dem Besuch der Volksschule machte er eine Schlosserlehre. 1901 trat er dem freigewerkschaftlichen Deutschen Metallarbeiter-Verband (DMV), in dem er bald darauf mehrere Funktionen übernahm. Später war Lieberasch insbesondere für seine gewerkschaftliche Tätigkeit sachsenweit bekannt, nachdem er 1919 zum Ersten Bevollmächtigten des DMV in Leipzig aufgestiegen war. Bereits 1905 erfolgte sein Eintritt in die SPD. 1917 trat Lieberasch zur neugegründeten USPD über. In den Revolutionstagen von 1918 gehörte er in führender Position dem Leipziger Arbeiter- und Soldatenrat an. Lieberasch ging bald den konsequenten Weg vieler sich zum Kommunismus hinwendenden Funktionäre.
1920 war er Delegierter des als Spaltungsparteitag in die Geschichte eingegangenen Parteitages der USPD am 12. Oktober 1920. Lieberasch trat mit der linken USPD-Mehrheit der KPD bei, die sich daraufhin für etwa zwei Jahre VKPD nannte. Er besetzte in Sachsen nunmehr zunehmend für die KPD wichtige Positionen. 1921 wurde er Stadtverordneter in Leipzig, wo er ab 1927 auch die KPD-Fraktion leitete. Bei den Wahlen zum 2. Sächsischen Landtag 1922 erhielt Lieberasch ein Mandat als Abgeordneter, das er auch bei den Wahlen zum 3. Landtag behaupten konnte. Zu dessen erster Sitzung stellte die KPD ihn als Kandidaten für das Amt des Ersten stellvertretenden Landtagspräsidenten auf, da die Partei als zweitstärkste Fraktion diesen Posten für sich beanspruchte. Die Kandidatur scheiterte jedoch an der bürgerlichen Mehrheit im Landtag. Lieberasch war innerhalb der KPD vor allem für Gewerkschaftsfragen zuständig. Zum rechten Flügel gehörend, war er 1928 einer der Wortführer bei den parteiinternen Flügelkämpfen in Sachsen. Aus der traditionellen Gewerkschaftsbewegung kommend, konnte Lieberasch nicht dem ultralinken Kurs der neuen Parteiführung folgen und stellte sich auch gegen die Sozialfaschismusthese. Zwangsläufig kollidierten seine Ansichten mit denen von bedeutenden sächsischen KPD-Funktionären wie Rudolf Renner oder Walter Ulbricht. Somit wurde Lieberasch im Januar 1929 aus der KPD ausgeschlossen. Er trat zur KPO über und beteiligte sich in Westsachsen an deren Aufbau.
Im sächsischen Landtag bildete er ab dem 15. Januar 1929 mit vier weiteren Abgeordneten, darunter Robert Siewert und Paul Böttcher eine eigene KPO-Fraktion. Die nationalsozialistische Gefahr realistisch einschätzend, emigrierte er schon Anfang 1933 in die Schweiz nach Schaffhausen, einem wichtigen KPO-Anlaufpunkt. Aus dem Exil engagierte er sich gegen das NS-Regime und hielt bis circa 1938 enge Verbindung zu Vertretern illegaler Gruppen aus Leipzig. 1939 wurde er vom Deutschen Reich ausgebürgert und verlor somit seine Staatsbürgerschaft. Durch internationale Organisationen, die in der Vergangenheit der KPO nahe standen, wurde er finanziell unterstützt.
Lieberasch überdauerte unter großen Entbehrungen den Krieg und durfte erst im Juni 1948, als seine Frau bereits im Sterben lag, in seine sächsische Heimat zurückkehren. Er trat in die SED ein und beantragte die Anerkennung als „Kämpfer gegen den Faschismus“ (KgF). Nach dem ihm zunächst diese Anerkennung verweigert wurde, wurde Lieberasch nach seinem Einspruch im September 1949 doch noch als KgF anerkannt.
Zu Beginn der 1950er Jahre wurden von der SED-Führung ehemalige KPO-Mitglieder in ihren Reihen massiven Überprüfungen und Repressalien ausgesetzt. Da Lieberasch sich von der KPO-Politik nicht distanzierte, schloss man ihn im Februar 1951 aus der SED aus. Er bezeichnete die Bildung der KPO nicht als grundlegenden Fehler, wie man von ihm erwartet hatte, sondern lediglich als Verstoß gegen die Disziplin. 1957 wurde Lieberasch dann im Zuge einer Entstalinisierung der SED wieder in diese aufgenommen und arbeitete in der Partei zu Wirtschaftsfragen. 1958 erhielt er die Medaille für Kämpfer gegen den Faschismus 1933 bis 1945.